# Slovenský cuvac
Slovenský cuvac är en hundras från Slovakien. Cuvac är slovakiska för lyssna. Den är en vallande herdehund med ursprung i Tatrabergen i Karpaterna. Den är snarlik Polens höglandsvallhund polski owczarek podhalanski och Ungerns kuvasz; dessa tre raser kan ses som nationella versioner av samma vita herdehund - tatrahunden. Den slovakiska cuvacen är den minsta av de tre. Avelsarbetet med att lokalisera lantrashundarna inleddes under 1930-talet av Antonin Hruza från den veterinärmedicinska högskolan i Brno. 1964 blev rasen erkänd av Fédération Cynologique Internationale (FCI).